# روبرت جيمس ميلر
روبرت جيمس ميلر (بالإنجليزية: Robert James Miller)‏ هو جندي أمريكي، ولد في 14 أكتوبر 1983 في هاريسبرج في الولايات المتحدة، وتوفي في 25 يناير 2008 في ولاية كنر في أفغانستان.